# Laephotis namibensis
Laephotis namibensis — вид ссавців родини лиликових.

## Проживання, поведінка
Країна поширення: Намібія, ПАР. Населяє помірні пустелі і сухі савани, найбільш часто зустрічаються в безпосередній близькості від води.

## Загрози та охорона
Здається, немає серйозних загроз для даного виду. Присутній у національному парку в Намібії 